# Вонолаги, Тевита
Тевита Вонолаги (фидж. Tevita Vonolagi, родился 29 ноября 1963 на Фиджи) — фиджийский регбист, игравший на позиции винга.

## Биография
Выступал за команду вооружённых сил Фиджи на клубном уровне и за команду округа Сува. 8 октября 1988 года Вонолаги провёл дебютный матч за сборную Фиджи в Нанди против сборной Тонга. Как игрок, Вонолаги был известен крайне жёсткими и опасными захватами, из-за которых его боялись.
В 1989 году участвовал в турне сборной Фиджи по Европе. В игре 4 ноября 1989 года против англичан на стадионе «Туикенем», в которой фиджийцы проиграли 23:58, отметился с отрицательной стороны — на 52-й минуте он был удалён с поля ирландским судьёй Брайаном Стерлингом за недопустимый захват Джереми Гаскотта. Через 4 минуты с поля был удалён Ноа Надруку за грубый толчок Уилла Карлинга, а фиджийский тренер раскритиковал судейские решения. Газета Daily Express, называя фиджийскую игру «попыткой втоптать англичан в грязь», утверждала, что фиджийцы сами себя в итоге и втоптали в грязь, а судья мог и не ограничиться двумя удалениями. По словам игрока Сайруси Наитуку, в том матче судья сломал игру фиджийцам, которые после перерыва минимально уступали 20:13.
12 октября 1991 года Вонолаги сыграл первый и единственный матч на чемпионате мира против Румынии во французском Бриве. Последнюю игру сыграл 17 июля 1993 года в Нукуалофа против Тонга (победа 15:10). Всего в 16 играх набрал 42 очка благодаря 7 попыткам (одна стоила 5 очков, шесть других — 4 очка), 2 штрафным и 2 дроп-голам. В 2002 году завершил карьеру в австралийской команде по регбилиг «Камден Рэмс». Проживает в Перте.